# آر بي أم فيوشن

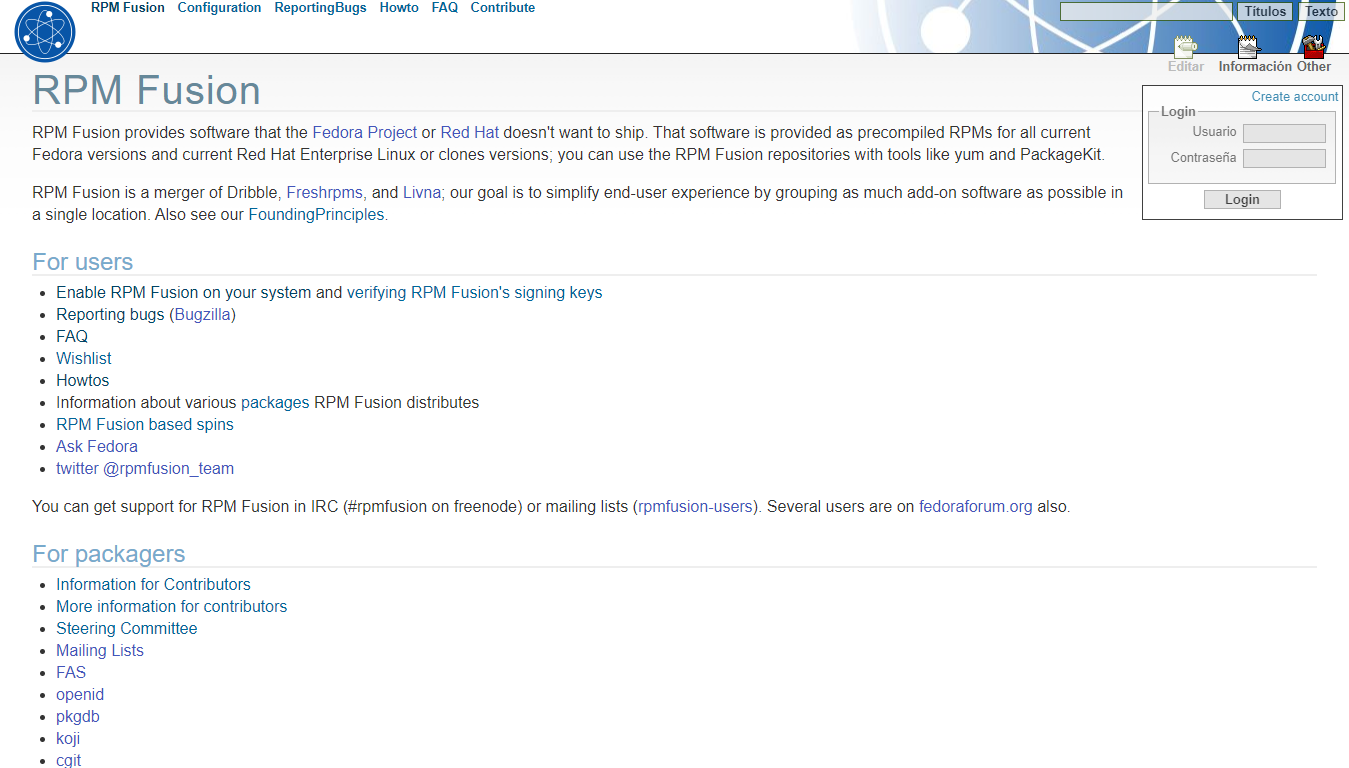

آر بي أم فيوشن أو آر بي أم فيوجن (بالإنجليزية: RPM Fusion)‏ هو مستودع حزم غير رسمي لتوزيعة فيدورا لينكس.
ظهر آر بي أم فيوشن عندما تم الدمج بين ثلاثة مستودعات سابقة هي Linva وDribble وFreshrpms.
يوفر آر بي أم فيوشن الحزم والبرامج غير المتوفرة في المستودعات الرسمية لتوزيعة فيدورا إما بسبب كونها لا توافق سياسة فيدورا فيما يتعلق بحرية البرمجيات أو لأنها قد تخالف القانون الأمريكي باعتبار أن مشروع فيدورا تدعمه شركة ريدهات الأميركية.